# Brazzale Moravia
Brazzale Moravia a.s. (dříve Orrero a.s.) je česká sýrárna se sídlem v Litovli (místní část Tři Dvory). Společnost založená roku 1995 byla v roce 2015 největším českým výrobcem sýrů a současně největším světovým producentem extra tvrdého sýru. Hlavním produktem firmy je extra tvrdý sýr Gran Moravia. Společnost také vlastní a provozuje síť vlastních prodejen, jedna z prodejen se nachází přímo u výrobny.

## Historie a současnost
Řemeslnou sýrárnu Orrero založila roku 1995 Marie Martinů, která dříve žila v Modeně. Firmu před úpadkem roku 2001 převzala italská rodinná společnost Brazzale, významný italský producent tvrdých sýrů. Roku 2003 sýrárna Orrero uvedla na trh extra tvrdý sýr Gran Moravia. Kapacita zpracování mléka činila v roce 2017 asi 500 000 litrů denně, s denní produkcí kolem 30 tun sýra.  Hlavním výrobkem je sýr Gran Moravia, který představuje asi 2/3 produkce. Kromě něj vyrábí několik dalších druhů sýra a jiných mléčných výrobků. Přes 90 % produkce je exportováno, a to převážně do Itálie.
Společnost také provozuje síť značkových prodejen La Formaggeria Gran Moravia, kde lze zakoupit výrobky firmy. První byla otevřena roku 2007 v Olomouci, v současnosti[kdy?] jich existuje 23.
Prodejny v ČR se nacházely v těchto městech (k březnu 2021):
- Brno
- České Budějovice
- Hradec Králové
- Jihlava
- Liberec
- Litovel (Tři Dvory) - přímo u výrobny
- Olomouc
- Ostrava
- Plzeň
- Praha

- Zlín

Ve společnosti pracovalo k roku 2017 celkem 315 zaměstnanců, z toho 205 v litovelském závodě a dalších 110 ve značkových prodejnách. Majoritním vlastníkem sýrárny byla italská společnost Torrerossa Partecipazioni.
Firma se hlásí k tomu, že je uhlíkově neutrální - vykompenzovala emise ze všech svých aktivit vysázením 1,5 milionu stromů v Brazílii (k roku 2019).
Roberto Brazzale vystoupil například v pořadu ČT Babylon (pořad měl premiéru na programu ČT2 12. 12. 2020).